# Nella Nobili
Nella Nobili est une poétesse et écrivaine née le 6 janvier 1926 à Bologne et morte le 18 février 1985 à Cachan. Elle est considérée comme une représentante de la littérature prolétarienne. Elle rédige des textes en français et en italien, parlant notamment du travail à l'usine et de l'amour des femmes,.

## Biographie
Nella Nobili naît en 1926 à Bologne, d'un père maçon et d'une mère couturière. Venant d'un milieu modeste, elle arrête l'école a douze ans pour travailler - nous sommes en plein fascisme - dans une usine, d'abord dans un atelier de céramique, puis à quatorze ans comme souffleuse de verre. C'est en autodidacte qu'elle commence à développer un lien avec l'écriture et la poésie. Pendant les pauses, après le travail, elle écrit ses premiers textes, et lit avidement tout ce qu'elle trouve : la poésie italienne, mais aussi Rilke - une poète qu'elle aime tant - et Emily Dickinson.
Son père émigre en Algérie et, pour aider sa mère, Nella Nobili « commence à travailler dès l'âge de 12 ans, livrant du lait et exécutant d'autres menus travaux. » En 1940, elle devient souffleuse de verre dans une usine qui fabrique des ampoules pharmaceutiques (elle met en poésie son expérience, 30 ans après, dans Le Jeune fille à l'usine, 1978). En 1943, l'usine ferme et elle devient fille de salle dans un hôpital. Elle reprend son emploi à l'usine en 1945.
Après la Seconde Guerre mondiale, en 1949, elle s'installe à Rome. Là, elle fréquente des groupes anti-fascistes, des artistes et écrivains comme Renata Vigano, Enrico Berlinguer ou Sibilla Aleramo. Ils sont ses premiers lecteurs, et par l'originalité de sa voix poétique, elle commence à se faire reconnaître et soutenir, notamment par Giorgio Morandi, Elsa Morante et Michel Ragon. Giorgio Morandi, en 1948, « lui présente le directeur romain du journal Il Giornale di Roma qui publie un article élogieux sur sa poésie sous le titre fatidique “Poetessa operaia” (“Poétesse ouvrière”) ». Grâce à cette rencontre, elle publie son premier recueil de poèmes, Poesie aux éditions Tosi & Danzi en 1949.
Ses premiers poèmes n'évoquent pas son expérience en usine et elle regrette d'être enfermée dans cette image, comme elle l'écrit dans son journal : « Cette camisole de force que l'on m'applique une fois pour toutes : “poétesse-ouvrière-prolétarienne”. Chemise sale entre toutes. Étiquette mensongère. Publicité mensongère. Rien, nulle part dans ce recueil de 1949, n'était fait pour mériter cette tache originelle. Patience. Patience. » Désenchantée par son expérience romaine, elle part pour la France.
Nobili arrive en 1953 à Paris, où elle demeurera jusqu'à la fin de sa vie, et commence à écrire en français dans les années 1960, en plus de son activité artisanales de boutons de manchettes. Elle publie alors des recueils de poèmes et des ouvrages, notamment Les femmes et l'amour homosexuel, avec sa compagne, Edith Zha, en 1979, qui rassemble des témoignages, des réflexions et de la documentation sur l'amour homosexuel féminin. Elle publie dans des revues telles que Sorcières et correspond avec des figures comme Giorgio Morandi, Michel Ragon, Bernard Noël, Claire Etcherelli ou Henry Thomas. En 1975, Simone de Beauvoir, l'une de ses détracteurs, juge son écriture maladroite, inexpérimentée, improvisée et ce jugement sera très douloureux pour la poétesse.
Elle se suicide à l'âge de 59 ans, en 1985, à Cachan, et est inhumée au columbarium du Père-Lachaise (division 87, case n° 14 927).
Ses œuvres sont traduites en partie par Marie-José Tramuta, professeure à l'Université de Caen-Normandie. Ses archives sont conservées par l'Imec (Institut Mémoires de l'édition Contemporaine).

## Œuvres
- I quaderni della fabbrica, 1948.
- Poesie, Tosi & Danzi, 1949.
- La Jeune fille à l'usine, Éditions Caractères, Paris, 1978[8].
- Le Sommeil de la raison engendre des monstres, 1970.
- Les Femmes et l'amour homosexuel, avec Edith Zha, Hachette, coll. Les travaux et les jours, 1979[10].
- Histoire d'amour, 1980 ; rééd. Marie-José Tramuta (éd.), Paris, Cambourakis, 2023
- Douze poèmes de deuil, N. Stern, coll. « Inédits manuscrits », 1980.
- « Les Immaternelles », dans la revue Sorcières : les femmes vivent, 1981, p. 45-47[11].